# 無声歯茎・後部歯茎接近音
無声歯茎接近音（むせい しけい せっきんおん、英: Voiceless alveolar approximant）は、子音の一種であり、一部の音声言語で使用される。歯茎および後部歯茎無声接近音を表わす国際音声字母における記号は ⟨ɹ̥⟩、等価なX-SAMPA記号はr\_0である。

## 特徴
無声歯茎接近音の特徴:
- 調音方法は接近であり、これは調音の場所で声道を狭くすることによって生み出されるが、乱気流を発生させるには十分ではないことを意味する。
- 調音部位は歯茎であり、これは舌尖または舌端のいずれかを使って歯槽堤（歯茎）の位置で調音されることを意味する（それぞれ、「舌尖- 」および「舌端- 」と呼ばれる）。
- 発声は無声であり、これは声帯の振動を伴わずに生み出されることを意味する。いくつかの言語では、声帯が積極的に分離しているため、常に無声である。他の言語では声帯が緩んでいるため、隣接する音の影響により有声化することがある。
- 口音であり、これは空気が口だけから抜けることができることを意味する。
- 中線音であり、これは舌の側面ではなく、中央に沿って気流を導くことによって生み出されることを意味する。
- 気流機構は肺臓的であり、これは、ほとんどの音と同様に、肺と横隔膜だけで空気を押すことによって調音されることを意味する。

## 存在

### 歯茎
| 言語       | 言語       | 単語   | IPA       | 意味       | 注記 |
| ---------- | ---------- | ------ | --------- | ---------- | --- |
| 英語       | 様々な方言 | cream  | [ˈkʰɹ̥iːm] | ˈクリームˈ | 舌端音; 帯気した子音の後での /ɹ/ の異音。他の接近音 /l, w, j/ も同様。代わりに後部歯茎摩擦音 ɹ̠̊˔ となるかもしれない。 |
| フェロー語 | フェロー語 | okkurt | [ˈɔʰkʊɹ̥t] | 'around'   | /r/ の異音。 |

### 後部歯茎
| 言語       | 言語       | 単語 | IPA     | 意味   | 注記                                              |
| ---------- | ---------- | ---- | ------- | ------ | ------------------------------------------------- |
| ベンガル語 | ベンガル語 | আবার  | [ˈäbäɹ̠̊] | '再び' | 舌尖音; 音節末尾における /ɹ/ の可能性のある異音。 |